# 文山胡颓子
文山胡颓子（学名：Elaeagnus wenshanensis）为胡颓子科胡颓子属下的一个种。

## 扩展阅读
- 維基物種上的相關：文山胡颓子